# Jurij Biezmienow
Jurij Aleksandrowicz Biezmienow, ros. Юрий Александрович Безменов, znany też pod nazwiskiem Tomas David Schuman oraz Jurij Makiejew, ros. Юрий Александрович Макеев (ur. 1939 w Mytiszczi, zm. 7 stycznia 1993 w Windsor) – radziecki tajny współpracownik działający pod przykryciem dziennikarza na zlecenie I Zarządu Głównego KGB (wywiad zagraniczny), w 1970 zbiegł do Ameryki Północnej.

## Życiorys
Urodzony w rodzinie oficera radzieckiego, członka Sztabu Generalnego SZ ZSRR, inspektora oddziałów w państwach satelickich ZSRR – bloku wschodnim. Wykształcony w Instytucie Języków Wschodu w Moskwie, potem w szkołach szpiegowskich, specjalizował się w kulturze i językach narodów Indii. Jeden z wyróżniających się pracowników agencji informacyjnej Novosti.
W 1967 roku z polecenia komórki wywiadowczej KGB związał się z pismem (tłumacząc na ang.) „Russia Today”. Ekspert w dziedzinie technik dezinformacji i dywersji ideologicznej (ros. активные мероприятия).
W 1970 roku zbiegł do Kanady z Indii, gdzie pracował jako oficer prasowy ambasady radzieckiej w New Delhi.
Przekazał USA wiele cennych informacji na temat działalności Związku Radzieckiego, a następnie Rosji w zakresie dezinformacji, przewrotu ideologicznego oraz technik wykorzystywanych do przejęcia kontroli nad atakowanym państwem. Swoje doświadczenia opisał w tekście pt. Love Letter to America. W 2020 roku książka ukazała się w języku polskim